# Le Mans (banda)
Le Mans fue un grupo español de música pop independiente (música indie) cuya carrera se desarrolló entre 1993 y 1998.

## Historia
El grupo nace de las cenizas de Aventuras de Kirlian, quienes al ser despedidos de DRO deciden separarse en 1990. Dos semanas después vuelven a unirse como Le Mans, añadiendo a la formación anterior a Gorka Ochoa como baterista y dejando a Peru como segundo guitarrista.
Deciden comenzar a grabar su primer LP en 1991, con la idea de buscar algún sello que lo publique una vez terminado. Grabaron el álbum intermitentemente entre 1991 y 1993 y logran que Elefant Records lo publique ese mismo año, pero el grupo no quedó satisfecho con el resultado ya que al haber sido concebido años atrás, se parecía más al sonido de Aventuras de Kirlian que al de la nueva formación («En el cielo», «Manzanas y naranjas» y «El nuevo cantante» las escribieron cuando aún eran Aventuras).
En agosto de 1994 graban Entresemana, representando ya las intenciones del grupo y justificando su cambio de nombre. El disco saldría al mercado ese mismo año. Atraídos siempre por nuevas músicas deciden meterse al terreno de la experimentación y del emergente trip-hop, lanzando en 1995 un maxi titulado Zerbina que contaría con varias remezclas de la canción titular.
En 1996 volverían al estudio a grabar Saudade, que mantenía la línea musical de Entresemana y añaddía más arreglos de cuerdas y más melancolía, como el título sugiere. En 1997 vuelven a lanzar otro maxi, esta vez con la canción «Jonathan Jeremiah», de ocho minutos y completamente instrumental, además de añadir una remezcla de «Lucien» a cargo de Pez y una versión de «Ama hil zaigu» de Mikel Laboa. En esta época también lanzan un sencillo para el club del single de Elefant Records con las canciones «Dry Martini» y «Saudade».
Ese mismo año el grupo comienza a planear su cuarto álbum, que sería el último. El primer adelanto del LP es el sencillo de la canción «Mi novela autobiográfica». Entre 1997 y 1998 lanzarían dos maxis, Yin yang y Mi novela autobiográfica, y su LP final Aquí vivía yo, cuyas portadas contenían una letra cada una formando la palabra FIN para simbolizar el fin del grupo. La idea fue del diseñador Javier Aramburu, encargado de ilustrar y diseñar el arte de todos los lanzamientos del grupo.
En 2005, siete años después de la disolución de Le Mans, Ibon Errazkin y Teresa Iturrioz forman el dúo Single, aún en activo.

## Componentes
Sus componentes eran: Ibon Errazkin (guitarra), Jone Gabarain (voz), Teresa Iturrioz (bajo), Gorka Ochoa (batería) y Peru Izeta (guitarra).

## Influencias
El grupo citaba como influencias: Young Marble Giants, los grupos de Cherry Red, los primeros Commanche, la Tamla Motown, unos cuantos y selectos grupos psicodélicos de los 60, Kurt Weill, Sly and the Family Stone, Love, Orange Juice, Nick Drake, Vainica Doble, Julie London, Curtis Mayfield y muchos otros, mostrando también un creciente interés en la música de baile.

## Discografía

### LP
- Le Mans (1993).
- Entresemana (1994).
- Saudade (1996).
- Aquí vivía yo (1998).

### EP
- Zerbina (12") (1995).
- Dry Martini (7") (1995).
- Jonathan Jeremiah (12") (1996).
- Mi novela autobiográfica (7" y 12") (1997).
- Yin yang (12") (1998).

### Para otros sellos
- Un Rayo de Sol (1994). Sencillo, para Grimsey Records.
- Le Mans/ Entre semana (1995). CD que contenía los dos primeros álbumes del grupo lanado por Grimsey Records.
- Saudade (1996). Para Tokuma Communications Japan. Incluía Jonathan Jeremiah como bonus track.
- Aquí Vivía Yo (1998). Para Grimsey Records.
- Canción de Si Tu Me quieres (1998). EP, para Índice Virgen.

### Compilaciones
- Catástrofe N°17 (2004). Compilación de sencillos.
- Le Mans 1993-1998 (2000). Compilación para el sello Índice Virgen.